# Alex és bandája: Hogyan nőjünk fel a szüleink akarata ellenére
Az Alex és bandája: Hogyan nőjünk fel a szüleink akarata ellenére (eredeti cím: Come diventare grandi nonostante i genitori) 2016-os olasz filmvígjáték az Alex és bandája című sorozat alapján, amit Luca Lucini rendezett. A főbb szerepekben Leonardo Cecchi, Eleonora Gaggero, Saul Nanni, Federico Russo, Beatrice Vendramin, Emanuele Misuraca és Chiara Primavesi látható.
Olaszországban 2016. november 24-én volt a premierje a mozikban. Az olasz Disney Channelen és DVD-n 2017. március 15-én jelent meg. Magyarországon a Disney Channel mutatta be 2017. július 28-án.

## Ismertető
Silvia Ruffini igazgató döntése, hogy nem az Alex és bandája nem csatlakozhat az országos iskolai versenyhez. A szülők kezdetben kiállnak gyermekeikért, de aztán az igazgató úgy dönt, hogy megduplázza a házi feladatot. A szülők és az igazgató ellen a fiúk úgy döntenek, hogy beneveznek a zenei versenyre.

## Szereplők
| Szereplő         | Színész              | Magyar hang        |
| ---------------- | -------------------- | ------------------ |
| Alex Leoni       | Leonardo Cecchi      | Baráth István      |
| Nicole De Ponte  | Eleonora Gaggero     | Csifó Dorina       |
| Christian Alessi | Saul Nanni           | Márkus Sándor      |
| Sam Costa        | Federico Russo       | Berkes Bence       |
| Emma Ferrari     | Beatrice Vendramin   | Pekár Adrienn      |
| Davide Aiello    | Emanuele Misuraca    | Baradlay Viktor    |
| Evelyn Riley     | Chiara Primavesi     | Hermann Lilla      |
| Silvia Rufini    | Margherita Buy       | Csere Ágnes        |
| Mary             | Giovanna Mezzogiorno | Udvarias Anna      |
| Bob Riley        | Matthew Modine       | Dunai Tamás        |
| Augusto Ferrari  | Roberto Citran       | Harsányi Gábor     |
| Diego Leoni      | Sergio Albelli       | Kapácsy Miklós     |
| Elena Leoni      | Elena Lietti         | Kisfalvi Krisztina |
| Rick De Ponte    | Paolo Pierobon       | Kassai Károly      |
| Sara De Ponte    | Sara D'Amario        | Pálfi Kata         |
| Monica Alessi    | Francesca De Martini | Orosz Anna         |
| Igor Alessi      | Ninni Bruschetta     | Vida Péter         |
| Wilma            | Gabriella Franchini  | Zsurzs Kati        |
| Giovanni Aiello  | Giovanni Calcagno    | Dózsa Zoltán       |
| Paola            | Aglaia Mora          | Czifra Krisztina   |
| Michele          | Paolo Calabresi      | Karácsonyi Zoltán  |
| Pat Riley        | Toby Sebastian       | Szalay Csongor     |
| DJ / műsorvezető | Federico Russo       | Szabó Máté         |
| Strozzi          | Nicola Stravalaci    | Forgács Gábor      |
| Belli tanár úr   | Michele Cesari       | Posta Victor       |

- További magyar hangok: Pavletits Béla (edző), Tarján Péter (tanár), Németh Kriszta (tanárnő), Vámos Mónika (titkárnő), Simonyi Réka (matektanárnő), Bácskai János (pincér), Bodrogi Attila, Presits Tamás, Téglás Judit, Laurinyecz Réka, Kajtár Róbert, Botár Endre, Szabó Andor, Hábermann Lívia, Gardi Tamás, Vidovszky Barna, Vidovszky Bence, Lénárt László, Molnár Kristóf, Keresztény Tamás, Fehérváry Márton, Lipcsey Colini Borbála, Vági Viktória, Orgován Emese, Szanyi Péter, Schmidt Sára